# Mục-kiền-liên

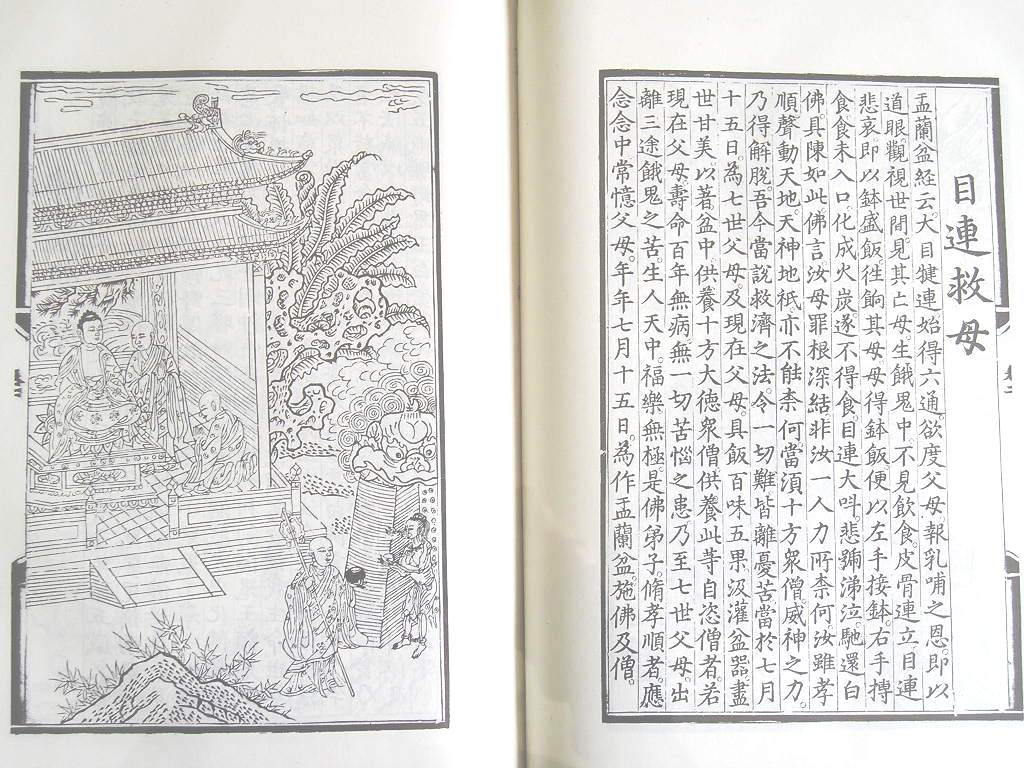
Mục Kiền Liên cứu mẹ

Mục-kiền-liên (tiếng Pali: Moggallāna; Tạng ngữ: མོའུ་འགལ་གྱི་བུ་, chữ Hán: 目犍連; tên Latinh hóa: Maudgalyayana, Mahamaudgalyayana hay Mahāmoggallāna) hay gọi tắt là Mục-liên (目連) (568—484 TCN) là một vị Tỳ-kheo của Phật giáo trong thời kỳ Phật Thích-ca Mâu-ni tại thế. Cùng với tôn giả Xá-lợi-phất, Mục-kiền-liên là một trong 2 đệ tử hàng đầu của Phật Thích-ca và được Đức Phật giao trọng trách Thống Lĩnh Tăng Đoàn sau khi Ngài chứng A La Hán, quả vị cuối cùng trong Tứ Thánh Quả. Ông đã đắc quả A-la-hán và trở nên nổi tiếng là bậc "Thần thông đệ nhất" (Manda Galỳayana) trong hàng Thanh văn đệ tử của Đức Phật.

## Xuất thân
Theo các ghi chép Phật giáo thì Mục-kiền-liên chào đời tại một ngôi làng nhỏ gần kinh đô Patna của vương quốc Magadha, nay thuộc tiểu bang Bihar, Ấn Độ. Ông được cho là thuộc dòng dõi Mudgala, tức là "Thiên văn gia". Tầng lớp Mudgala thuộc một giai cấp quý tộc, được tôn kính và giàu có, vì vậy Mục Kiền Liên từ nhỏ đã sống trong nhung lụa, không thiếu thốn bất cứ món gì và được hưởng một nền giáo dục hoàn chỉnh theo truyền thống Bà la môn giáo.
Tuy nhiên, trong một lần cùng người bạn Xá-lợi-phất (Upatissa) đi dự hội "Hội Sơn Thần" (trước tế lễ thần núi, sau để dân chúng có một dịp liên hoan vui thú), ông chợt ngộ ra và tâm tưởng về Tử Biệt Sinh Ly giữa cuộc đời và cứu rỗi. Từ đó, hai người quyết định tìm đường Giải thoát, sống một cuộc sống đời làm Đạo sĩ, thoát ly gia đình, thoát bỏ sợi dây giai cấp của Bà la môn.

## Cầu đạo
Trên bước đường cầu đạo, ông cùng Xá-lợi-phất đã thỉnh giáo nhiều đạo sĩ cao nhân, tiếp thu nhiều tư tưởng triết học khác nhau. Một số chủ trương hẳn thuyết Vô Đạo Đức (đạo đức là sự vô ích) một số khác đề cao thuyết Định Mệnh, và một số khác truyền bá tư tưởng Duy vật. Tuy nhiên, cả hai đều tìm ra những khiếm khuyết của các giáo thuyết, vì vậy không để tâm nghiên cứu và tiếp tục tìm kiếm.
Vào khi cả Mục-kiền-liên và Xá-lợi-phất đã khoảng bốn mươi tuổi, bấy giờ, Phật Thích-ca Mâu-ni vừa cho phép đoàn đệ tử đầu tiên gồm 60 người, đều là những người biết nhiều hiểu rộng, khai môn thực hiện việc truyền bá giáo lý trong dân chúng. Riêng Đức Phật thì đích thân đến thành Vương Xá (Rājagaha) để tiếp độ vị vua nước Ma-kiệt-đà tên là Tần-bà-sa-la (Bimbisara) và nhận lãnh ngôi Tịnh xá Trúc Lâm (Veluvana Vihàra) do vua dâng cúng.
Khi Phật đang có mặt tại ngôi chùa này thì Mục-kiền-liên và Xá-lợi-phất vừa quay về thành Vương Xá, tạm thời ngụ trong viện của Đạo sĩ Sànjaya. Một lần khi ra phố, Xá-lợi-phất vô tình gặp gỡ với Trưởng lão A-thuyết-thị (tiếng Pali: Assaji, tiếng Phạn: Asvajit), một trong những vị đệ tử đầu tiên của Phật Thích Ca. Được Assaji khai ngộ về khái niệm Tứ diệu đế, Xá-lợi-phất liền đắc Pháp nhãn (Dhamma Cakkhu) trong tâm thức chứng quả Nhập Lưu, Tu Đà Hườn (Sotàpatti). Sau khi về nơi trọ, ông thuật lại cho Mục-kiền-liên nghe.
Cũng như Xá-lợi-phất, Mục-kiền-liên nhanh chóng giác ngộ con đường đạo mà ông tìm kiếm bấy lâu nay. Từ đó, 2 ông kiên định con đường đạo, gia nhập Tăng đoàn và trở thành một trong những Thánh nhân nổi tiếng bậc nhất được ghi nhận trong Lịch sử Phật giáo.

## Kết thúc cuộc đời
Theo các ghi chép Phật giáo, Mục-kiền-liên nhập diệt nửa tháng sau Xá-lợi-phất, tức là vào ngày mồng 1 sau tháng Kattika theo lịch cổ Ấn Độ (khoảng giữa tháng 10 Dương lịch).
Cái chết của Mục-kiền-liên được diễn tả trong Trung bộ kinh (Majjhima Nikàya) của Phật giáo Nam tông như sau:
| “                                      | Lúc ấy Nàthaputta, Giáo chủ đạo Jaina mà trong kinh điển Pàli gọi là Niganthasàsana (Ni kiền giáo) cũng vừa qua đời. Có sự tranh luận, xét lại giáo lý của Nàthaputta bỗng xuất hiện trong hàng ngũ những đạo sĩ tu theo tôn giáo này. Kết quả đạo Jaina đã bị mất một số tín đồ và cảm tình viên khá đông, khiến cho các đạo sĩ cầm đầu đâm ra tức giận. Nhiều sư trưởng đạo Jaina còn nghe đồn rằng: Đại đức Mục Kiền Liên, sau những chuyến Thiên du (lên trời thuyết pháp rồi trở về) đã tiết lộ rằng: Hầu hết tín đồ Phật giáo đều được sanh lên cõi trên, nhưng rất hiếm những kẻ tu theo đạo khác được hưởng hạnh phúc ấy. Trái lại, họ còn bị đoạ vào cảnh khổ và tái sinh thành nhiều sinh vật thấp hơn loài người. Đây có lẽ là tin đồn thất thiệt, nhưng là một trong những lý do khiến cho các đạo khác, kể cả đạo Jaina bị sút giảm hậu thuẫn. Đặc biệt, một chi giáo cuồng tín của đạo Jaina ở vương quốc Magadha đã trở nên giận dữ trước sự mất danh tiếng càng lúc càng trầm trọng ấy, nên họ chủ tâm tiêu diệt Đại đức Mục Kiền Liên. Những đạo sĩ cuồng tín đạo Jaina ấy không chịu điều tra rõ nguyên nhân suy đồi của tôn giáo mình. Họ chỉ biết âm mưu phỉ báng và trút hết lên đầu Đại đức Mục Kiền Liên. Nhiều lần họ mưu tâm ám sát vị Thánh Tăng ấy nữa nhưng đều thất bại. Về sau, họ phải mướn bọn cướp làm việc đó. Thuở bấy giờ cũng có bọn chuyên đâm thuê chém mướn, sẵn sàng sát nhân, nếu được trả nhiều tiền như ngày nay. Họ là những kẻ vô cùng tham lam và hung bạo. Đối với họ chỉ có tiền là "cao quý" nhất, nên họ bất chấp việc giết người nào, dù cho nạn nhân là một vị Thánh Tăng! Do đó, một số đạo sĩ cuồng tín đạo Jaina liền tìm mướn họ đi giết Đại đức Mục Kiền Liên. Khi ấy, Mục Kiền Liên đang ẩn tu một mình trong tịnh cốc vắng, ven rừng Kàlasikà, thuộc vương quốc Magadha. Sau khi đã cảm thắng Quỷ Mẩ (đã thuật trong đoạn trước của kinh) Mục Kiền Liên biết rằng "đoạn chót của đời mình" sắp đến. Một vị Thánh Tăng khi đã được hưởng "hương vị" giải thoát hằng thấy rằng "xác thân phàm tục này chỉ là một chướng ngại hay một gánh nặng mà thôi!" Do đó, Mục Kiền Liên đã không một chút mảy may nghĩ đến việc dùng thần thông để được sống trường thọ. Ngược lại, khi Mục Kiền Liên thấy bọn cướp giết mướn lại gần, Ngài chỉ nghĩ "Ta không nỡ để cho các kẻ ấy phạm trọng tội!". Thế là toàn thân Ngài tự nhiên biến mất (do thần thông của một cao thủ A La Hán đầy lòng từ bi phát tác, chứ không phải do sự sợ sệt hay lòng tham sống mà ra). Bọn sát nhân (có sách gọi là bọn cướp) xông vào tịnh cốc, không tìm thấy một ai, chúng lục lạo khắp nơi, nhưng vẫn vô hiệu, bèn thất vọng ra về. Ngày hôm sau, chúng trở lại, và cũng rơi vào tình trạng như cũ. Nghĩa là từ xa chúng thấy Đại đức Mahà Moggallàna thấp thoáng, nhưng khi đến gần, chẳng tìm ra Đại đức đâu cả, mặc dù càng lúc chúng càng kéo đồng bọn đông hơn và lục soát kỹ hơn. Chúng cũng khôn ngoan cho bộ hạ mai phục, rình rập xung quanh tịnh cốc để phát giác sự xuất hiện của Đại đức Mục Kiền Liên, rồi vẫn không có kết quả. Sáu ngày liên tiếp như thế, sáu lần bọn cướp xông vào hãm hại Mục Kiền Liên, và sáu lần Mục Kiền Liên vì lòng từ bi, chỉ một niệm "không muốn kẻ ngu muội phạm trọng tội" thân thể Ngài đã biến mất một cách như nhau. Động lực của thần thông vốn không phải là để bảo vệ xác thân ô trược này, mà để cứu độ những tâm hồn hung bạo. Nhưng tiếc thay thần thông ấy của một vị Đại Tôn túc A La Hán đã không cảnh tỉnh được bọn người tội lỗi, nên qua ngày thứ bảy, Đại đức Mục Kiền Liên đã quán xét bằng Tha tâm thông, thấy rằng "bọn cướp vì tham tiền quá độ sẽ không bao giờ từ bỏ hành động sát nhân ấy". Trong khi Đại đức Mục Kiền Liên sử dụng Tha tâm thông như thế, thì "Di Thần" Thần Công của Ngài tự nhiên biến mất, xác thịt Ngài bất thần hiện lại như cũ, ngồi yên trong tịnh cốc. Thì ra ác quả một hành động tội lỗi xa xưa (khi tiền kiếp nọ, Mục Kiền Liên vì sợ vợ, đã nhu nhược đem cha mẹ bỏ vào rừng hoang, đói khát cho đến chết) nay ác quả đang đuổi kịp. Đại đức Mahà Mục Kiền Liên phải trả xong ác quả ấy thì công hạnh mới hoàn toàn! Giống như đức Phật và Xá-lợi-phất, trước khi nhập Niết Bàn đã trải qua một cơn bệnh vậy! Bọn sát nhân tiến vào tịnh cốc thấy vị Thánh Tăng hiền hoà ngồi đó, liền đâm chết rồi muốn chắc ăn chúng bầm nát tay chân, biến người thành một khối thịt vụn bất động. Khi biết chắc nạn nhân chỉ còn là một thây ma, không cách nào sống lại, và phe mình sắp được lãnh tiền trả công, bọn sát nhân ung dung bỏ đi không thèm quay lại. Nhưng Đại đức Mục Kiền Liên là một Thánh Tăng đại cao thủ thần thông, người không thể nhập Niết Bàn trong tình trạng như thế. Mục Kiền Liên trong khi bị đâm chém đã hoàn toàn nhập định, nên mọi đau đớn không chi phối được Ngài. Bây giờ, Ngài chỉ vận dụng thiền lực tập trung sức mạnh tinh thần điều hợp với thể chất, rồi tái hiện thành một Sa Môn như cũ. Mục Kiền Liên cố gắng đem tấm xương thịt đầy thương tích đến yết kiến đức Phật lần chót, khi hiện diện trước mặt Đức Phật, rồi ngồi yên, nhắm mắt lìa đời, biến địa điểm gặp gỡ lần cuối của Ngài và đức Phật thành một khung cảnh vô cùng ảm đạm và thánh thiện. | ” |
| — theo kinh Majjhima Jàtaka trang 522. | |   |

Theo công trình "Pháp Cú Sớ Giải" (Dhammapada Commentary) của Phật Âm (Buddhaghoṣa) – một nhà lý luận Phật giáo Nam Tông thế kỷ thứ 5, vua xứ Ma-kiệt-đà là A-xà-thế sau khi nghe tin Mục-kiền-liên tử nạn đã huy động quân lính truy lùng, bắt giữ nhóm cướp sát hại vị A-la-hán và các đạo sĩ chủ mưu. Toàn bộ số phạm nhân này đều bị thiêu sống.

## Truyền thuyết Phật giáo Bắc Tông
Theo truyền thuyết Phật giáo Bắc Tông, Mục-kiền-liên được cho là đã tu luyện thành công nhiều phép thần thông qua đó biết mẹ mình đang lâm kiếp ngạ quỷ; ông hỏi Phật tổ về cách cứu mẹ.
Phật dạy rằng:
| “ | Dù ông thần thông quảng đại đến đâu cũng không đủ sức cứu mẹ ông đâu. Chỉ có một cách nhờ hợp lực của chư tăng khắp mười phương mới mong giải cứu được. Ngày rằm tháng bảy là ngày thích hợp để vận động chư tăng, hãy sắm sửa lễ cúng vào ngày đó | ” |

Theo lời Phật, mẹ ngài được giải thoát. Phật cũng dạy rằng chúng sanh ai muốn báo hiếu cho cha mẹ cũng theo cách này (Vu Lan Bồn Pháp). Từ đó ngày lễ Vu Lan ra đời.

## Công đức hạnh

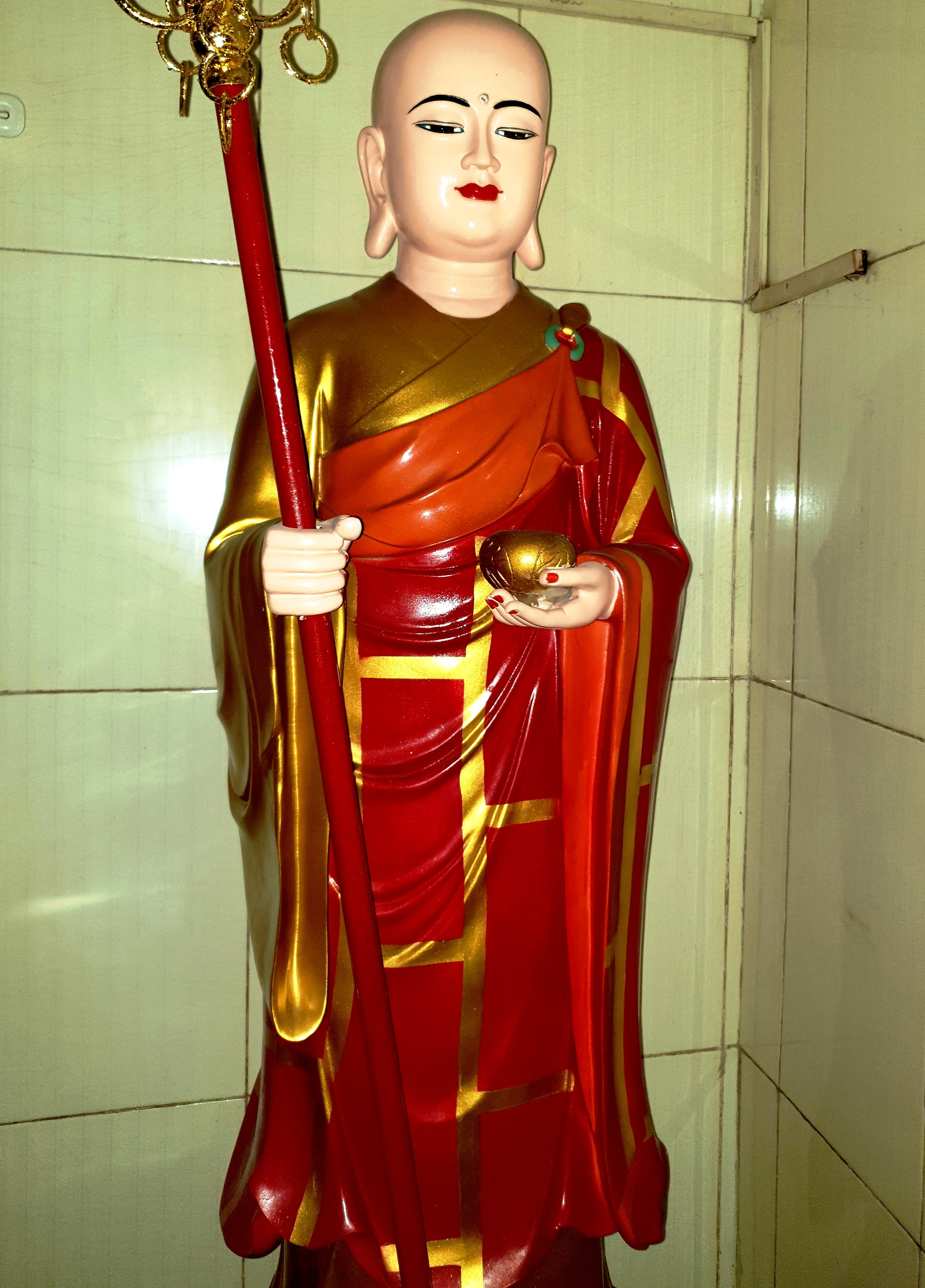
Tượng Mục Kiền Liên tại chùa Liên Hoa

Tôn giả Mục Kiền Liên như một vị hộ pháp cứng rắn. Hình ảnh của Ngài khiến kẻ xấu ác không dám làm quấy, những lời dạy răn nhắc nhở của Ngài giúp các Tỳ kheo luôn ý thức giữ sự tu hành nghiêm túc. Ngài thường cương trực mà bày tỏ những quan điểm của giáo đoàn với những nhóm ngoại đạo khác, cũng như thẳng thắng chỉ lỗi khi các vị còn mắc sơ suất. Ngài bảo vệ chúng Tăng khỏi những âm mưu chia rẽ, xây dựng cho đại chúng một môi trường hòa thuận như nước với sữa. Một lần tôn giả Xá Lợi Phất bị nói xấu, Ngài lập tức triệu tập chúng Tăng để làm rõ tới cùng. Lần khác Ngài nghiêm khắc trục xuất nhóm sáu Tỳ kheo bất phục thiện. Thậm chí khi Đề Bà Đạt Đa ly khai lôi cuốn theo rất nhiều Tỳ kheo, cũng chính là Tôn giả Xá Lợi Phất và Mục Kiền Liên tới thuyết phục, tuyên giảng về sự vĩ đại của Đức Thế Tôn là bậc Thánh cao cả nhất trong vũ trụ, mở mắt cho những người đã tin tưởng mù quáng và đưa họ về với chánh Pháp.